# ژدیرتس (ناحیه تشسکا لیپا)
ژدیرتس (به چکی: Ždírec) یک منطقهٔ مسکونی در جمهوری چک است که در ناحیه تشسکا لیپا واقع شده‌است.